# Exetastes bimaculatus
Exetastes bimaculatus är en stekelart som först beskrevs av Tohru Uchida 1928.  Exetastes bimaculatus ingår i släktet Exetastes och familjen brokparasitsteklar. Inga underarter finns listade i Catalogue of Life.